# Sorin-Avram Iacoban
Sorin-Avram Iacoban (n. 15 octombrie 1969, Ciprian Porumbescu, România) este un deputat român, ales în 2012 din partea Partidului Social Democrat.